# Juan José Lucas Giménez

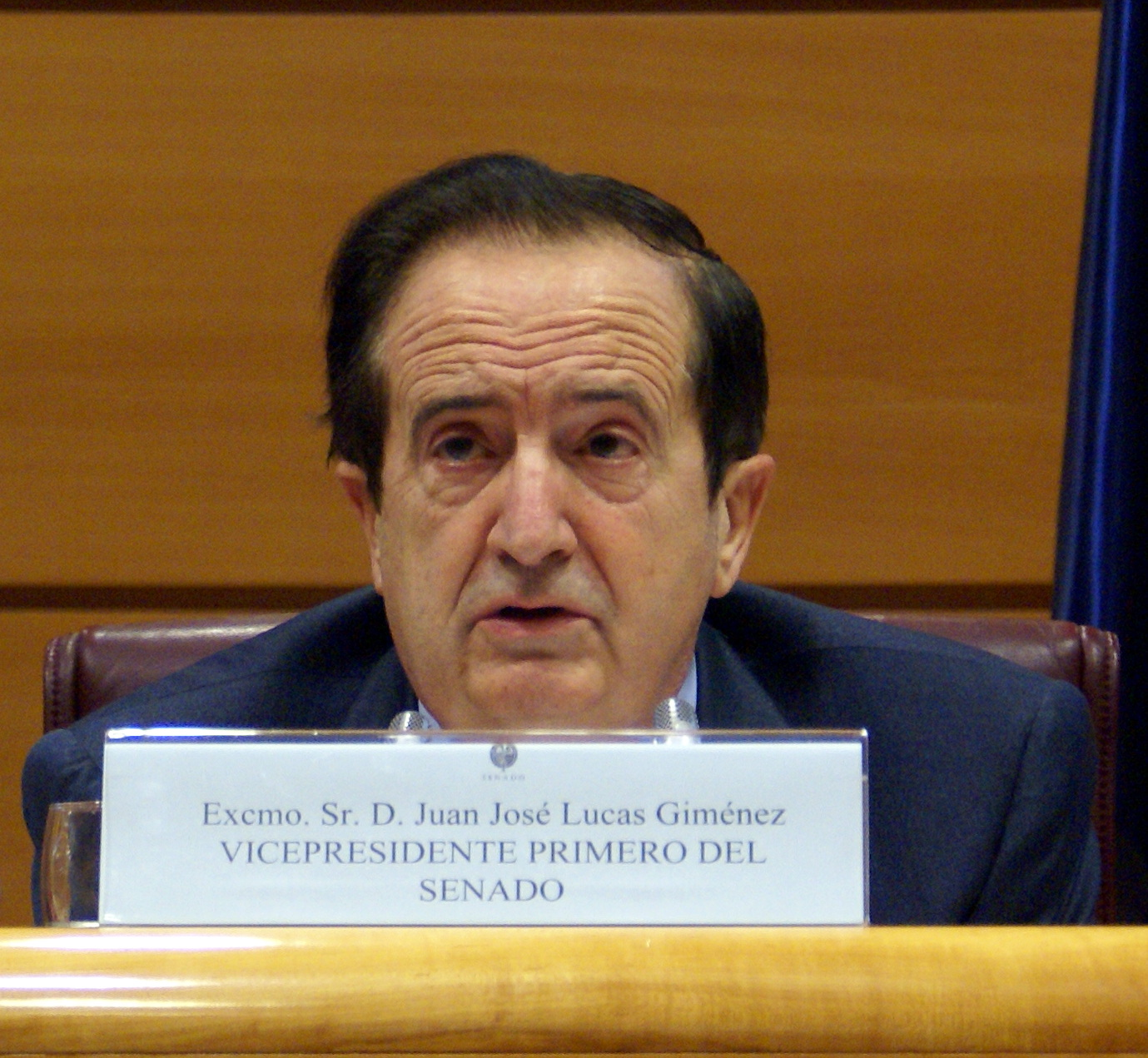
Juan José Lucas (2012)

Juan José Lucas Giménez (Burgo de Osma-Ciudad de Osma, 10 de maio de 1944) é um político espanhol, associado ao Partido Popular.
Foi presidente da Junta de Castela e Leão de 1991 a 2001. Durante o governo de José María Aznar foi ministro do Ministério da Presidência da Espanha (2001 - 2002) e presidente do Senado da Espanha entre 2002 a 2004.